# Frederick Walton
Frederick Edward Walton (13 de marzo de 1834 - 16 de mayo de 1928) fue un fabricante e inventor inglés cuya invención del linóleo en Chiswick fue patentada en 1863. También inventó el material llamado Lincrusta en 1877.

## Primeros años
Walton nació en 1834, cerca de Halifax. Su padre, James Walton, fue un exitoso inventor y propietario de un negocio de Haughton Dale, cerca de Mánchester, donde era propietario del Haughton Dale Mill, que suministraba cables para el exitoso negocio de tarjetas de James. Frederick fue educado en la Escuela Horton, en Bradford y en la Escuela Propietaria de Wakefield.

## Waltons and Sons
En 1855, Frederick se unió a su padre James y a su hermano William en el negocio familiar de fabricación de tarjetas de alambre de Walton and Sons, en Haughton Dale. Pasó gran parte de su tiempo trabajando en nuevas técnicas para el negocio. En 1856, se le otorgó su primera patente para cepillos de alambre con respaldos ornamentales. En 1857, descubrió cómo solidificar el aceite de linaza, que conduciría a su invento más famoso. Sin embargo, tampoco estaba de acuerdo con su padre sobre el valor de su experimentación. Más tarde, en 1857, disolvieron la sociedad y Frederick se mudó a Hammersmith, donde estableció su propia compañía para continuar su trabajo.
Invención de linóleo
En 1860, estableció una fábrica experimental en Chiswick donde trabajó en la oxidación del aceite de linaza, por lo que se le otorgó una patente en 1860. [4] Experimentó con el aceite oxidado como reemplazo del caucho. Descubrió que la combinación del aceite con el corcho y los agentes colorantes producía un material útil para el revestimiento del piso, y en 1863 patentó este nuevo material. [4] Walton llamó a esta nueva tela "linóleo". [3] Trasladó su fábrica a Staines y, en 1864, formó la Linoleum Manufacturing Company y en 1869 la fábrica en Staines exportaba a Europa y Estados Unidos [8].

## Expansión a América
En la década de 1870, Walton se asoció con el fabricante de alfombras John Crossley para formar la American Linoleum Company. Establecieron una fábrica en Linoleumville, Nueva York para fabricar linóleo. Walton pasó dos años en Estados Unidos estableciendo la fábrica y comenzando el negocio, antes de regresar al Reino Unido. La empresa estadounidense fue altamente exitosa y rentable. 

## Patentes
Walton obtuvo más patentes para procesos relacionados con la producción de linóleo. En 1863, patentó un método para pasar láminas de linóleo de colores a través de rodillos para grabar un patrón en ellas. En 1882, patentó la maquinaria para hacer revestimientos de mosaico para pisos con incrustaciones. También inventó una serie de productos relacionados, especialmente Lincrusta, una base de revestimiento de linóleo en relieve, lanzada en 1877. En total obtuvo más de 100 patentes. [6]

## Muerte
Walton murió en 1928, a los 94 años.
Vida personal
En 1867, Walton se casó con Alice Scruby. Tenían cuatro hijos:
Olive Mary Walton. Nacido en 1871. Autor y fotógrafo. Se casó con Herbert Vivian en 1897.
Frederick James Walton, nacido en 1877.
Clarice Walton, nacida en 1879.
Violet Walton.
Walton era un ávido coleccionista de arte, y también se pintó a sí mismo. Su yerno Herbert Vivian dijo que Walton "compró muchas pinturas caras y pintó muchas excelentes él mismo".